# Microzaleptus
Microzaleptus is een geslacht van hooiwagens uit de familie Sclerosomatidae.
De wetenschappelijke naam Microzaleptus is voor het eerst geldig gepubliceerd door Roewer in 1955. 

## Soorten
Microzaleptus is monotypisch en omvat slechts de volgende soort:
- Microzaleptus quadratus